# Ветреничка лютиковидная
Ветреничка лютиковидная, или Ветреничка лютиковая (лат. Anemonoides ranunculoides) — многолетнее травянистое растение; вид рода Ветреничка (Anemonoides) семейства Лютиковые (Ranunculaceae). В литературе и интернет-источниках чаще встречается как Ве́треница лю́тичная, или Ветреница лютикови́дная, или Ветреница лю́тиковая по устаревшему синонимичному названию лат. Anemone ranunculoídes. 

## Ботаническое описание
Ветреничка лютиковидная — многолетнее корневищное травянистое растение высотой до 30 см. Корневище ползучее, длинное, поверхностно расположенное, чётковидное.
Прикорневых листьев нет или лист один, пальчато-рассечённый, на длинном черешке.
Цветки золотисто-жёлтые до 3 см диаметром, с пятью лепестками. Цветоносы одиночные, иногда их от 2 до 5 штук. Растение цветёт в апреле — мае, от 15 до 20 дней.
Плод — листовка, образуется в июле.

## Распространение и экология
Ветреничка лютиковидная распространена в европейской части России, Предкавказье, Южной Сибири, в Центральной Европе, Средиземноморье, Малой Азии, интродуцирована на Британские острова. Растение произрастает в лесах, в основном широколиственных (буковых, дубовых, грабовых, липовых), иногда в елово-широколиственных.

## Значение и использование
Ветреничка лютиковидная культивируется как декоративное растение.
Даёт пчёлам пыльцу.

## Классификация

### Таксономия
Anemonoides ranunculoides (L.) Holub, 1973, Folia Geobot. Phytotax. 8: 166
Вид Ветреничка лютиковидная относится к роду Ветреничка (Anemonoides) семейства Лютиковые (Ranunculaceae) порядка Лютикоцветные (Ranunculales). Таксономическая схема в соответствии с Системой APG IV по состоянию на декабрь 2023 года:
|  |                                      |  |                                   |                                   |                     |  | ещё 6 семейств | ещё 6 семейств |                             |  |  |  | еще 36 подтвержденных видов и 6 видов, ожидающих подтверждения |
|  |                                      |  |                                   |                                   |                     |  | ещё 6 семейств | ещё 6 семейств |                             |  |  |  | еще 36 подтвержденных видов и 6 видов, ожидающих подтверждения |
|  |                                      |  |                                   | порядок Лютикоцветные             |                     |  |                |                | род Ветреничка              |  |  |  |                                                                |
|  |                                      |  |                                   | порядок Лютикоцветные             |                     |  |                |                | род Ветреничка              |  |  |  |                                                                |
|  | отдел Цветковые, или Покрытосеменные |  |                                   |                                   | семейство Лютиковые |  |                |                | вид Ветреничка лютиковидная |  |  |  |                                                                |
|  | отдел Цветковые, или Покрытосеменные |  |                                   |                                   | семейство Лютиковые |  |                |                |                             |  |  |  |                                                                |
|  |                                      |  | ещё 63 порядка цветковых растений | ещё 63 порядка цветковых растений |                     |  |                | ещё 53 рода    | ещё 53 рода                 |  |  |  |                                                                |
|  |                                      |  |                                   | ещё 63 порядка цветковых растений |                     |  |                |                | ещё 53 рода                 |  |  |  |                                                                |

### Синонимы
- Anemanthus ranunculoides Fourr.
- Anemonanthea ranunculoides Gray
- Anemone flava Gilib.
- Anemone jenisseensis (Korsh.) Krylov & Steinb.
- Anemone lutea Lam.
- Anemone nemorosa subsp. ranunculoides (L.) [[Ces. in C.Catt.]]
- Anemone nemorosa-lutea Crantz
- Anemone ranunculiflora St.-Lag.
- Anemone ranunculiformis St.-Lag.
- Anemone ranunculoides L.
- Anemone ranunculoides subsp. jenisseensis Korsh.
- Anemone ranunculoides subsp. wockeana (Asch. & Graebn.) Hegi
- Pulsatilla ranunculoides Schrank

|                              |  |
| Лист и цветок крупным планом |  |